# GABRIEL (Webportal)
GABRIEL (ein Akronym für GAteway and BRIdge to Europe's National Libraries) war ein 1997 gegründetes Webportal für  43 europäischen Nationalbibliotheken, die in der Konferenz der Europäischen Nationalbibliothekare (CENL) vertreten sind. Das Portal wurde von OCLC PICA und der Königlichen Bibliothek der Niederlande betreut und gewartet.
GABRIEL bestand bis zum Sommer 2005 und wurde durch die European Library ersetzt.